# Premio Atenea
El Premio Atenea es otorgado anualmente por la revista Atenea, publicada por la Universidad de Concepción de Chile.

## Historia
El premio se entregó por primera vez en 1929 y hasta 1934 se otorgaba anualmente al libro más destacado del año en el ámbito literario y/o científico; sin embargo, a partir de 1935 se comenzó a galardonar de manera alternada a la mejor obra científica y literaria.
El Atenea desapareció entre 1967 y 1994, para entregarse nuevamente en 1994 y 1997. Relanzado en 2006, ahora premia alternadamente a obras literarias y libros científicos.

## Lista de galardonados
| Año       | Escritor                                              | Obra                                                                              | Ámbito                   |
| --------- | ----------------------------------------------------- | --------------------------------------------------------------------------------- | ------------------------ |
| 1929      | Manuel Rojas                                          | El delincuente                                                                    | Literario                |
| 1930      | Eugenio González                                      | Más afuera                                                                        | Literario                |
| 1930      | Alberto Ried                                          | Hiriundo                                                                          | Literario                |
| 1930      | Alberto Romero                                        | La viuda del conventillo                                                          | Literario                |
| 1931      | Joaquín Edwards Bello                                 | Valparaíso, ciudad del viento                                                     | Literario                |
| 1932      | Carlos Keller                                         | La eterna crisis chilena                                                          | Científico               |
| 1932      | Luis Durand                                           | Campesinos                                                                        | Literario                |
| 1933      | Alcibíades Santa Cruz                                 | Compendio de botánica                                                             | Científico               |
| 1933      | Ernesto Montenegro                                    | Cuentos de mi tío Ventura                                                         | Literario                |
| 1934      | Domingo Melfi                                         | Pacífico-Atlántico                                                                | Literario                |
| 1934      | Augusto d'Halmar                                      | Por todo su obra literaria                                                        | Literario                |
| 1935      | Leonidas Corona                                       | Química norma y patológica de la sangre                                           | Científico               |
| 1936      | Guillermo Koenenkampf                                 | Geografía santa                                                                   | Científico               |
| 1937      | Mariano Latorre                                       | Hombres y zorros                                                                  | Literario                |
| 1938      | Alejandro Vicuña P.                                   | Horacio                                                                           | Literario                |
| 1938      | Sady Zañartu                                          | Lastarria                                                                         | Literario                |
| 1939      | Chela Reyes                                           | Puertos verdes y caminos blancos                                                  | Literario                |
| 1939      | Argeo Angiolani                                       | Introducción al estudio la química industrial                                     | Científico               |
| 1940      | Hernán Díaz Arrieta                                   | Don Alberto Blest Gana                                                            | Literario                |
| 1940      | Benjamín Subercaseaux                                 | Chile o una loca geografía                                                        | Literario extraordinario |
| 1941      | Daniel de la Vega                                     | La sonrisa con lágrimas                                                           | Literario                |
| 1941      | Carlos Charlín Correa                                 | Lecciones de clínicas de médica oftalmológica                                     | Científico               |
| 1942      | Rafael Maluenda                                       | Armiño negro                                                                      | Científico especial      |
| 1942      | Reinaldo Lomboy                                       | Ranquil                                                                           | Literario extraordinario |
| 1943      | Marta Brunet                                          | Aguas abajo                                                                       | Literario                |
| 1943      | Juan Verdaguer                                        | Desprendimiento retinal                                                           | Científico               |
| 1943      | Alejandro Reyes                                       | El litre                                                                          | Científico               |
| 1944      | Óscar Castro                                          | La sombra las cumbres                                                             | Literario                |
| 1945      | Luz de Viana                                          | No sirve la luna blanca                                                           | Literario                |
| 1945      | Raúl Ortega                                           | Manual de puericultura                                                            | Científico               |
| 1946      | Fernando Santiván                                     | El bosque emprende su marcha                                                      | Literario                |
| 1947      | María Flora Yáñez                                     | Visiones de infancia                                                              | Literario                |
| 1947      | Luis Meléndez                                         | El unicornio, la paloma y la serpiente                                            | Literario                |
| 1948      | Eduardo Barrios                                       | Gran señor y rajadiablos                                                          | Literario                |
| 1949      | Luis Durand                                           | Frontera                                                                          | Literario                |
| 1950      | Leopoldo Muzzioli                                     | Atropía, nueva magnitud termodinámica                                             | Científico               |
| 1950      | Benjamín Subercaseaux                                 | Jemmy Button                                                                      | Literario                |
| 1951      | Daniel Belmar                                         | Coirón                                                                            | Literario                |
| 1951      | Antonio Romera                                        | Historia de la pintura en Chile                                                   | Literario extraordinario |
| 1952      | Emilio Rodríguez Mendoza                              | La Emancipación y el fraile de la Buena Muerte                                    | Literario                |
| 1952      | Avelino León Hurtado                                  | Voluntad y capacidad en los actos jurídicos                                       | Literario                |
| 1953      | Luis Oyarzún                                          | El pensamiento de Lastarria                                                       | Literario                |
| 1954      | Juan Marín                                            | El Egipto de los faraones                                                         | Literario                |
| 1954      | Roberto Vilches A.                                    | Semántica española                                                                | Científico               |
| 1955      | Fernando Santiván                                     | Memorias de un tolstoyano                                                         | Literario                |
| 1956      | José Manuel Vergara                                   | Daniel y los leones dorados                                                       | Literario                |
| 1957      | Efraín Barquero                                       | La compañera                                                                      | Literario                |
| 1958      | Fernando Alegría                                      | Caballo de copas                                                                  | Literario                |
| 1959      | Luis Merino Reyes                                     | Última llama                                                                      | Literario                |
| 1960      | Jorge Millas                                          | Estudio sobre la historia espiritual de occidente                                 | Literario                |
| 1961      | Roque E. Scarpa                                       | Thomas Mann. Una personalidad en su obra                                          | Literario                |
| 1962      | Hernán Larraín Acuña                                  | La génesis del pensamiento de Ortega                                              | Literario                |
| 1962      | Hermann Niemeyer                                      | Bioquímica general                                                                | Científico               |
| 1963      | Arturo Aldunate Phillips                              | Los robots no tiene Dios en el corazón                                            | Literario                |
| 1963      | Enrique Lihn                                          | La pieza oscura                                                                   | Literario                |
| 1963      | Alberto Baltra                                        | Teoría económica                                                                  | Científico               |
| 1964      | Gonzalo Rojas                                         | Contra la muerte                                                                  | Literario                |
| 1964      | Raúl Silva Castro                                     | Eusebio Lillo                                                                     | Literario                |
| 1964      | Pablo Neruda                                          | Memorial de Isla Negra                                                            | Literario extraordinario |
| 1965      | Jorge Edwards                                         | El peso de la noche                                                               | Literario                |
| 1965      | Sergio Correa Bello                                   | El Cautiverio Feliz en la política chilena del Siglo XVII                         | Literario                |
| 1965      | Carlos Ruiz-Fuller                                    | Geología y yacimientos metalíferos en Chile                                       | Científico               |
| 1966      | Eugenio Pereira Salas                                 | Historia del arte en el Reino de Chile                                            | Literario                |
| 1966      | Roberto Donoso-Barros                                 | Reptiles de Chile                                                                 | Científico               |
| 1966      | Rodolfo Oroz                                          | La lengua castellana en Chile                                                     | Científico               |
| 1967-1993 | No se otorgó                                          | No se otorgó                                                                      | No se otorgó             |
| 1994      | Jorge Edwards                                         | Fantasmas de carne y hueso                                                        | Literario                |
| 1995-1996 | No se otorgó                                          | No se otorgó                                                                      | No se otorgó             |
| 1997      | Clodomiro Marticorena Roberto Rodríguez Ríos          | Flora de Chile                                                                    | Científico               |
| 1998-2005 | No se otorgó                                          | No se otorgó                                                                      | No se otorgó             |
| 2006      | Guadalupe Santa Cruz                                  | Plasma                                                                            | Literario                |
| 2007      | Jorge Nogales Gaetez Archibaldo Donoso Renato Verdugo | Tratado de neurología clínica                                                     | Científico               |
| 2008      | Germán Marín                                          | Basuras de Shangai                                                                | Literario                |
| 2010      | Declarado desierto                                    | Declarado desierto                                                                | Declarado desierto       |
| 2012      | Tomás Harris                                          | Dunas del deseo                                                                   | Literario                |
| 2015      | Omar Lara                                             | Cuerpo final                                                                      | Literario                |
| 2016      | Gabriel Gatica                                        | A Simple Introduction to the Mixed Finite Element Method. Theory and Applications | Científico               |
| 2017      | Pilar García                                          | Mito–Historia, la novela en el cambio de siglo en Chile                           | Científico y Literario   |
| 2018      | Francisco Bozinovic                                   | Ecological and Evolutionary Impacts of Changing Climatic Variability              | Profesor                 |
| 2019      | Alejandra Costamagna                                  | El sistema del tacto                                                              | Literario                |